# Dachongosaurus
Genre
Espèce
Dachongosaurus, également écrit Dachungosaurus, est un nom informel donné à un genre de dinosaures sauropodes du Jurassique inférieur retrouvé en Chine. L'espèce-type, Dachongosaurus yunnanensis, a été décrite par Zhao en 1985. Elle est basée sur des fossiles retrouvés dans la formation de Lufeng du Yunnan.
Le genre est possiblement un cétiosauridé. Ce qui est sujet à caution venant de Chao.